# Oscinella aharonii
Oscinella aharonii är en tvåvingeart som beskrevs av Oswald Duda 1933. Oscinella aharonii ingår i släktet Oscinella och familjen fritflugor. Inga underarter finns listade i Catalogue of Life.